# Bewegungsnacheffekt
Der Bewegungsnacheffekt (auch Bewegungsnachbild; englisch motion aftereffect, MAE) ist eine Scheinbewegung, die einer länger andauernden, intensiven Beobachtung einer Bewegung folgen kann, wenn im Anschluss Objekte betrachtet werden, die eigentlich statisch sind. Diese scheinen sich dann in die der ursprünglichen Bewegungswahrnehmung entgegengesetzte Richtung zu bewegen. Der Effekt tritt typischerweise ein, wenn die Bewegungsbeobachtung etwa 30 bis 60 Sekunden aufrechterhalten wird und Augenbewegungen dabei vermieden werden. Da in der Natur eine derartige Nachwirkung bei Beobachtung eines Wasserfalls erzielt werden kann, wird der Effekt auch Wasserfall-Illusion genannt.
Eine gewisse Analogie besteht zu negativen retinalen Nachbildern, die insbesondere nach Betrachtung eines grellen Farbmusters auftreten, wenn anschließend eine weiße Fläche betrachtet wird und darauf das Muster in seinen Komplementärfarben erscheint. Allerdings können Bewegungsnacheffekte im Gegensatz zu Nachbildern auch dann auftreten, wenn die Beobachtung nur mit einem Auge erfolgt und bei Reizwechsel das Auge gewechselt wird. Daraus kann man schließen, dass der Bewegungsnacheffekt eine kortikale Grundlage haben muss, wohingegen Nachbilder rein sensorisch erklärt werden können.
Es wurde festgestellt, dass es zur Wasserfall-Illusion analoge Nachwirkungen bei der auditiven Wahrnehmung und beim Tastsinn gibt. Weiterhin sind auch kreuzmodale Effekte möglich, beispielsweise wurde nach Darbietung eines sich vergrößernden Quadrats ein konstanter Ton von Versuchspersonen als leiser werdend wahrgenommen.

## Forschungsgeschichte
Bereits Aristoteles beschrieb etwa 330 v. Chr. einen Bewegungsnacheffekt. Er hatte Kieselsteine am Grund eines Baches durch dessen tosendes Wasser hindurch betrachtet und anschließend den Eindruck, dass die Steine am Ufer sich bewegen würden. Eine weitere überlieferte Beschreibung dieses Phänomens aus der Antike stammt von Lucretius, einem römischen Dichter. Dieser war etwa 56 v. Chr. mit seinem Pferd bei Durchquerung eines Flusses steckengeblieben und hatte beobachtet, wie das Pferd der starken Strömung Widerstand leistete, als er beim Blick in die Umgebung feststellte, dass diese in Bewegung schien.

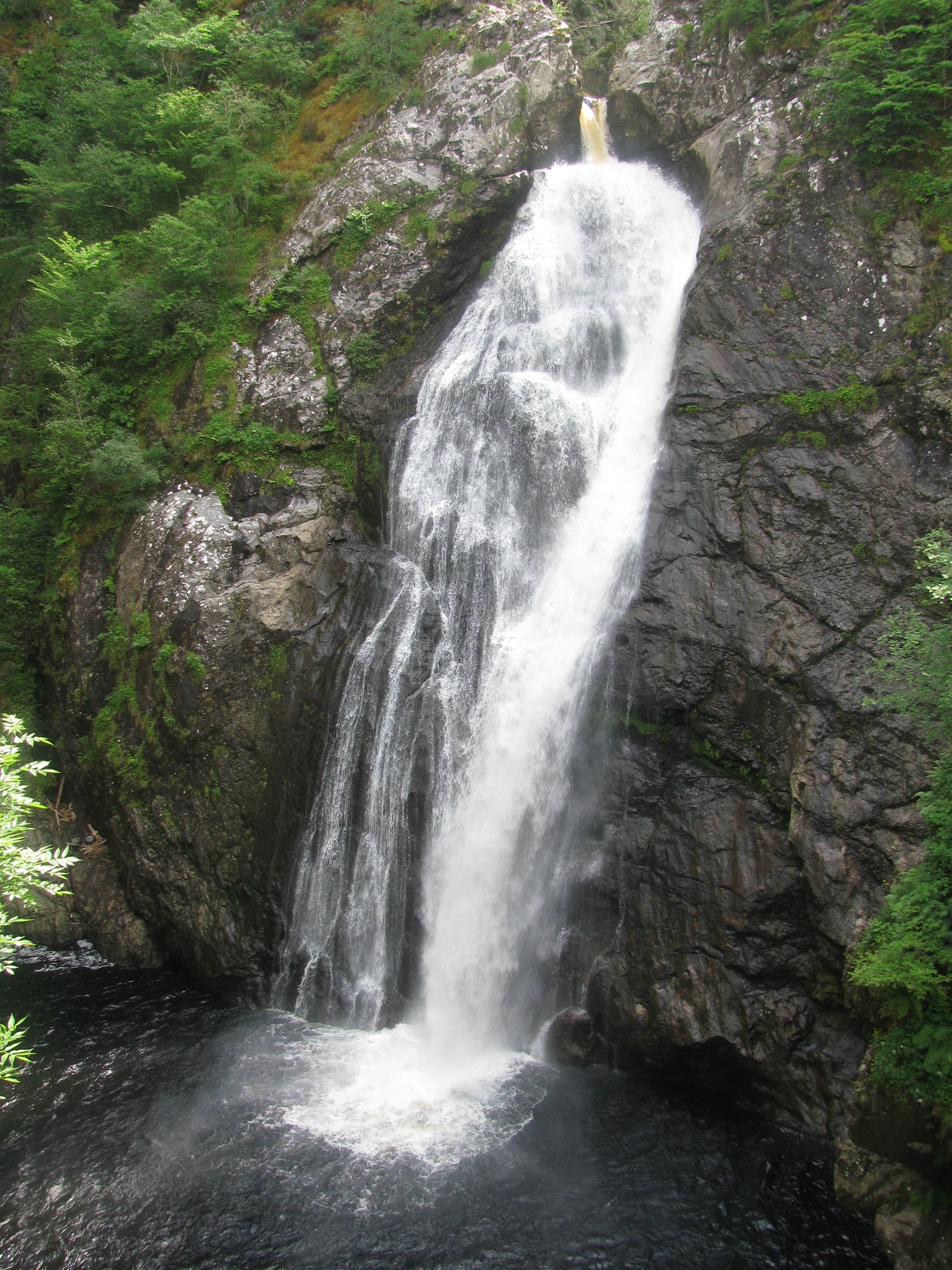
Der Lower Fall, der untere der beiden Wasserfälle der Falls of Foyers, an dem Robert Addams seine Beobachtung machte

Im Gegensatz zu den meisten vergleichbaren Phänomenen, die bereits in der Antike beschrieben wurden, geriet der Bewegungsnacheffekt in Vergessenheit, und es scheint bis zum 19. Jahrhundert keine Schilderungen mehr zu geben, dann wurde dieser aber gleich mehrfach unabhängig voneinander wiederentdeckt. Der Erste war 1820 Jan Evangelista Purkyně, ein tschechischer Wissenschaftler, der verschiedene Situationen beschrieb, nach denen man eine Scheinbewegung in Gegenrichtung beobachten kann, beispielsweise nach Beobachtung einer vorbeiziehenden Parade der Kavallerie.
Eine sehr detaillierte Schilderung wurde 1835 veröffentlicht und stammt von Robert Addams, einem peripatetischen Dozenten für Naturphilosophie. Dieser hatte seine Beobachtung während einer Tour durch die Highlands von Schottland bei den im Loch Ness mündenden Falls of Foyers gemacht:

“Having steadfastly looked for a few seconds at a particular part of the cascade, admiring the confluence and decussation of the currents forming the liquid drapery of waters, and then suddenly directed my eyes to the left, to observe the vertical face of the sombre age-worn rocks immediately contiguous to the water-fall, I saw the rocky surface as if in motion upwards, and with an apparent velocity equal to that of the descending water, which the moment before had prepared my eyes to behold this singular deception.”

„Nachdem ich unverwandt einen bestimmten Teil des Wasserfalls angesehen und das einen flüssigen Vorhang aus Wasser bildende Zusammenfließen und Kreuzen der Strömungen bewundert hatte, wandte ich unvermittelt meine Augen nach links, um die senkrechte Wand aus dunklen, abgeschliffenen, unmittelbar neben dem Wasserfall befindlichen Felsen anzusehen; ich sah die felsige Fläche, als ob sie sich aufwärts bewegen würde, und das scheinbar mit derselben Geschwindigkeit wie das stürzende Wasser, das einen Moment zuvor meine Augen vorbereitet hatte, diese einzigartige Täuschung zu sehen.“

Diese Schilderung wurde 1880 von Silvanus Thompson aufgegriffen, dieser führte dabei die noch heute gebräuchliche Bezeichnung Waterfall Illusion (dt. Wasserfall-Illusion) ein.
Obwohl Purkyněs Buch sehr bekannt war, wurde der Bewegungsnacheffekt im 19. Jahrhundert weitere Male unabhängig voneinander erneut entdeckt, einige Male in Verbindung mit der Eisenbahn, aber oft auch erneut in Verbindung mit fließendem Wasser. Einer davon war Johann Joseph Oppel, der 1856 diese Beobachtung beim Rheinfall machte. Mitte des 19. Jahrhunderts stolperte auch Joseph Plateau bei seinen Forschungen in Verbindung mit dem von ihm erfundenen Phenakistiskop über den Bewegungsnacheffekt. Er untersuchte Wahrnehmungseffekte bei auf rotierenden Scheiben aufgebrachten Mustern. Als er eine schwarze Scheibe verwendete, auf der eine weiße archimedische Spirale zentriert aufgebracht war, stellte er fest, dass nach längerer Betrachtung der rotierenden Scheibe betrachtete Gesichter anschließend kleiner oder größer wurden, je nachdem in welcher Richtung sich die Scheibe gedreht hatte. Derartige Scheiben, die später auch als Plateau’sche Scheiben bezeichnet wurden oder Varianten davon, waren in der zweiten Hälfte des 19. Jahrhunderts das meistverwendete Hilfsmittel für weitere Untersuchungen des Bewegungsnacheffekts.
Auch Siegmund Exner erforschte 1888 den Bewegungsnacheffekt und betonte die Parallele zu Nachbildern. Allerdings war ihm bewusst, dass es für die Möglichkeit der Übertragung von einem Auge zum anderen, die damals schon bekannt war, bei den Nachbildern keine Parallele gab. Die im Jahr 1911 veröffentlichte Arbeit von Gustav Adolf Wohlgemuth ist bis heute die umfangreichste Monografie zum Bewegungsnacheffekt. Dort rekapitulierte Wohlgemuth die bisherige Forschungsliteratur und führte zudem 34 weitere Experimente durch. Dabei stellte er beispielsweise fest, dass der Bewegungsnacheffekt auch nach Wahrnehmung von stroboskopischer Bewegung auftritt. Weiterhin entdeckte er, dass der Bewegungsnacheffekt sozusagen konserviert werden kann, wenn nach der Bewegungswahrnehmung die Augen geschlossen werden, denn dann tritt der Nacheffekt auch dann noch ein, wenn die Augen länger geschlossen bleiben, als der Nacheffekt normalerweise wirken würde. Dieses Phänomen wurde fast 50 Jahre später ohne Kenntnis dieses Experiments erneut in einer wissenschaftlichen Arbeit publiziert.

## Neuronale Grundlage

Schematische Illustration der neuronalen Aktivität beim Bewegungsnacheffekt:
A: Testmuster mit Bewegung in alle Richtungen ohne vorige Adaption
B: Adaption erzeugender Reiz mit starker Abwärtsbewegung
C: Bewegungsnacheffekt mit einer nach oben gerichteten Populationsantwort

Nicht zuletzt da Bewegungsnacheffekte vom einen auf das andere Auge übertragen werden können, gilt heute als sicher, dass dessen Grundlage im visuellen Cortex zu suchen ist. In diesem Bereich des Gehirns gibt es beim Menschen – wie auch bei anderen Säugetieren – Neuronen, die auf Bewegungsreize reagieren und dabei selektiv für eine spezielle Bewegungsrichtung sind. Wie mittels funktioneller Magnetresonanztomographie (fMRT) nachgewiesen wurde, scheint eine als „motion complex“ (MT+) bezeichnete Region für den Bewegungsnacheffekt maßgeblich zu sein.
Die derzeit favorisierte, durch fMRT-Untersuchungen unterstützte Erklärung des Effekts unterstellt, dass es beim Bewegungsnacheffekt zu einer gegengerichteten Populationsantwort der bewegungsselektiven Neuronen in Bereich MT+ kommt. Voraussetzung hierfür ist, dass eine gewisse Menge an richtungsspezifischen Neuronen aktiv ist, wenn überhaupt kein Bewegungsreiz existiert. Im erregungslosen Zustand besteht dabei ein Gleichgewicht für alle Richtungen. Wenn nun ein langer, gleichartiger und intensiver Bewegungsreiz wahrgenommen wird, führt dies zwar dauerhaft zu einer Dominanz der Aktivität der für diese Bewegungsrichtung spezifischen Neuronen, allerdings scheint deren Sensitivität mit Fortdauer des Reizes zu sinken. Bei Wegfall des Reizes bleibt diese verminderte Sensitivität eine Zeitlang bestehen, und das Aktivitätsniveau der für die zuvor dargebotene Richtung selektiven Neuronen sinkt unter das Grundniveau, womit es zu einem Überschuss der Aktivität der Neuronen der Gegenrichtung kommt.

## Kombination mit taktilen und akustischen Reizen
Anfang des 21. Jahrhunderts war bereits bekannt, dass es bei der auditiven Wahrnehmung und beim Tastsinn ebenfalls einen Bewegungsnacheffekt gibt, als erstmals demonstriert wurde, dass dieser auch kreuzmodal auftritt. Versuchspersonen wurde ein näherkommendes oder sich entfernendes Objekt über die Größenänderung eines Quadrats präsentiert und anschließend ein konstanter Ton dargeboten. Dieser wurde bei einem scheinbar näherkommenden Objekt als leiser werdend, bei einem sich entfernenden Objekt als lauter werdend wahrgenommen, was der Gegenbewegung beim rein optischen Bewegungsnacheffekt entspricht. Wenn man gleichzeitig mit dem visuellen Reiz einen korrespondierenden akustischen Reiz darbot, also ein lauter oder leiser werdenden Ton, verstärkte sich der Nacheffekt überproportional. Waren optischer und akustischer Reiz hingegen widersprüchlich, war kein Nacheffekt feststellbar.
Mit einfachen akustischen Reizmustern wie einer Lautstärkenänderung ließ sich der umgekehrte Effekt nicht produzieren, also eine visuelle Bewegungstäuschung nach einem akustischen Bewegungsreiz. Erst mit komplexeren, mehr der Realität entsprechenden akustischen Bewegungsreizen gelang dies. Beispielsweise wurde als Bewegungsreiz eine Kunstkopf-Aufnahme eines von links nach rechts vorbeiziehenden Sinustons verwendet. Damit konnte ein Effekt nachgewiesen werden, wenn Versuchspersonen anschließend die Bewegungstendenz bei einem Zufallspunkt-Kinematogramm zu bewerten hatten.
Auch bei der Kombination von taktilen und visuellen Reizen ist ein Bewegungsnacheffekt in beiden Richtungen nachgewiesen worden. Neben anderen neueren Erkenntnissen, beispielsweise dass der visuelle Cortex bei der Analyse taktiler Reize involviert scheint, deuten kreuzmodal auftretende Bewegungsnacheffekte darauf hin, dass die bislang unterstellte reizorientierte Organisation der kortikalen Strukturen nicht der Realität entspricht, sondern dass diese eher eine prozessorientierte Struktur aufweisen.